# Pacifische Ring van Vuur

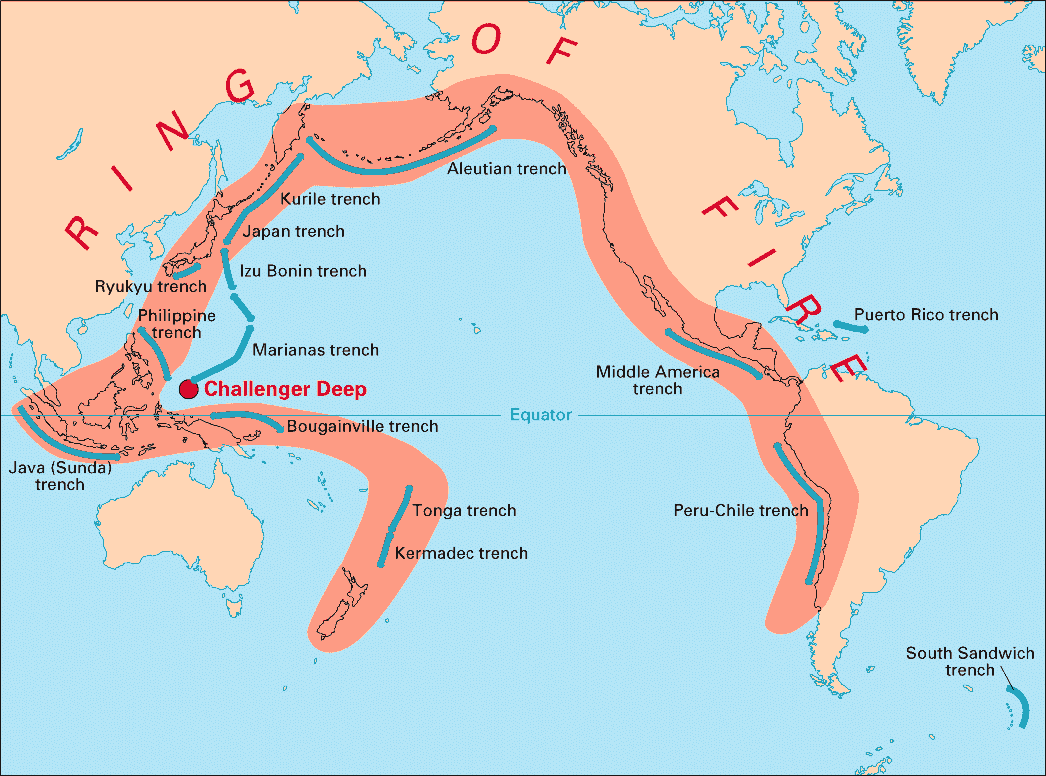
Ligging van de Ring van Vuur.

De Ring van Vuur (Engels: Ring of Fire) is een hoefijzervormig gebied rondom de Grote Oceaan dat gekenmerkt wordt door het veelvuldig optreden van aardbevingen en vulkaanuitbarstingen, veroorzaakt door diverse subductiezones van tektonische platen in de regio (zie ook platentektoniek). In de Ring van Vuur vindt men ook dikwijls een trog of een vulkanische boog. Het gebied loopt ruwweg van Nieuw-Zeeland via enkele eilandengroepen naar Indonesië, de Filipijnen, Japan, de Koerilen, Kamtsjatka, Alaska, en de westkust van Canada, de Verenigde Staten van Amerika, Mexico en Midden- en Zuid-Amerika. Van alle 452 vulkanen in dit gebied zijn er zo'n 128 actief en gelden er 65 als gevaarlijk.
Langs de hele lengte komen bij de Ring van Vuur regelmatig aardbevingen en vulkaanuitbarstingen voor. Aardbevingen in de Grote Oceaan kunnen daarnaast tsunami's veroorzaken. 
In Indonesië verloopt de plaatgrens over een lengte van ongeveer 3500 km van Sumatra in het westen tot Flores in het oosten. Op deze plaats schuift de Australische plaat met een snelheid van ongeveer 6 centimeter per jaar onder de Euraziatische plaat. In deze zone neemt men veel vulkanisme en aardbevingen of zeebevingen waar.